# Chevrolet Tacuma

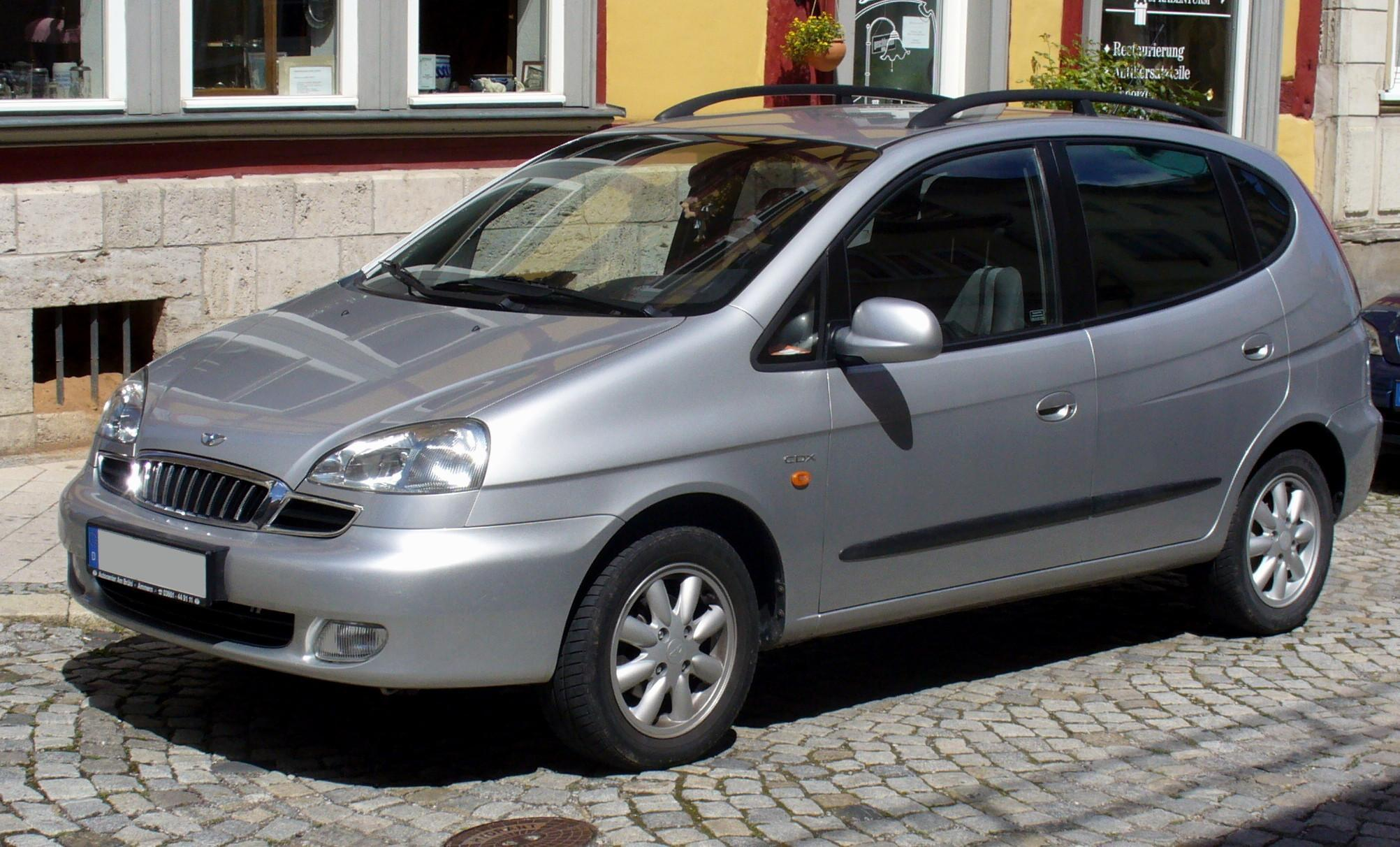
Chevrolet Tacuma

De Chevrolet Tacuma (interne type-aanduiding U100) is een Midi-MPV die van 2001 tot 2011 werd geproduceerd door de Zuid-Koreaanse autofabrikant Daewoo, onderdeel van General Motors.

## Geschiedenis
Geïnspireerd door het succes van de Renault Scénic presenteerde Daewoo in 1997 voor het eerst een conceptauto op de Seoul Motor Show met de naam Daewoo Tacuma Concept. Twee jaar later, in 1999, werden nog twee conceptauto's getoond, de Daewoo Tacuma Sport en Tacuma Style. De uiteindelijke Tacuma is ontworpen door Pininfarina en de Daewoo Motors Design Studio en gebaseerd op de Daewoo Nubira (J100).
Vanaf juli 1999 ging de voorserie in productie en vanaf januari 2000 werden de eerste seriemodellen in Zuid-Korea verkocht. De officiële beurspremière vond de volgende maand plaats op de Autosalon van Genève. In Europa was het model pas vanaf de herfst van 2000 of de lente van 2001 verkrijgbaar.
Oorspronkelijk op de markt gebracht als Daewoo Rezzo en Daewoo Tacuma, werd de auto eind 2004 omgedoopt tot Chevrolet Rezzo en Chevrolet Tacuma toen General Motors de verkoop van Europese Daewoo-modellen overnam. In Zuid-Afrika heette de auto Chevrolet Vivant. Het model werd eind 2008 stopgezet in Europa en pas eind 2010 vervangen door de Chevrolet Orlando.

## Techniek en uitrusting
In Europa was de auto verkrijgbaar met vier benzinemotoren: een 1,6 liter, een 1,8 liter en een 2,0 liter in twee vermogensniveaus (maximaal vermogen van de krachtigste variant: 89 kW). In Azië was hij ook verkrijgbaar met een 2,0 liter met een maximaal vermogen van 108 kW. De auto had standaard een handgeschakelde vijfversnellingsbak, vanaf de CDX-versie was optioneel een automatische vierversnellingsbak leverbaar. Het model werd sinds de marktintroductie eenmaal gefacelift (eind 2004) maar bleef verder technisch gelijk zoals sinds de introductie.
De auto was verkrijgbaar in drie versies: De basisvariant SE had in Nederland een vanafprijs van €17.995,- en had standaard airbags voor de bestuurder en voorpassagier, zijairbags, stuurbekrachtiging en elektronische startblokkering. De SX-variant had ook mistlampen en achterruitenwisser met intervalstand. De hoogste uitrustingsvariant CDX was ook uitgerust met een regensensor en alarmsysteem en was ook met een elektrisch glazen hef-/schuifdak beschikbaar.
Vanaf 2007 waren er nog maar twee uitvoeringen: Spirit en Style. Beide uitvoeringen werden geleverd met een 1,6 liter benzinemotor die een acceleratie van 0-100 km/u in 12,2 seconden mogelijk maakte. Beide uitvoeringen hadden een royale uitrusting, de Style was de luxe uitvoering en had een vanafprijs van €20.995,-.